# Gliese 667 Cc
Gliese 667 Cc és un exoplaneta del tipus superterra descobert el 21 de novembre de 2011 per l'espectrògraf HARPS, i confirmada la seva existència el 2 de febrer de 2012, que orbita l'estel Gliese 667 C, a una distància de 23,6 anys llum. Gliese 667 Cc s'hi troba en un sistema estel·lar triple a la constel·lació de l'Escorpió, i el planeta és el segon o tercer pel que fa a la distància del seu estel, en un sistema format per almenys sis planetes.

## Característiques físiques i habitabilitat
El planeta orbita dins de la zona d'habitabilitat estel·lar de Gliese 667 C, a una distància de 0,1251 ua, amb un període orbital de tan sols 28,1 dies. És una superterra, amb una massa mínima de 3,80 vegades major que la de la Terra, i un radi estimat d'1,54 (sent 1 el radi de la Terra, i assumint que es tracta d'un planeta rocós).

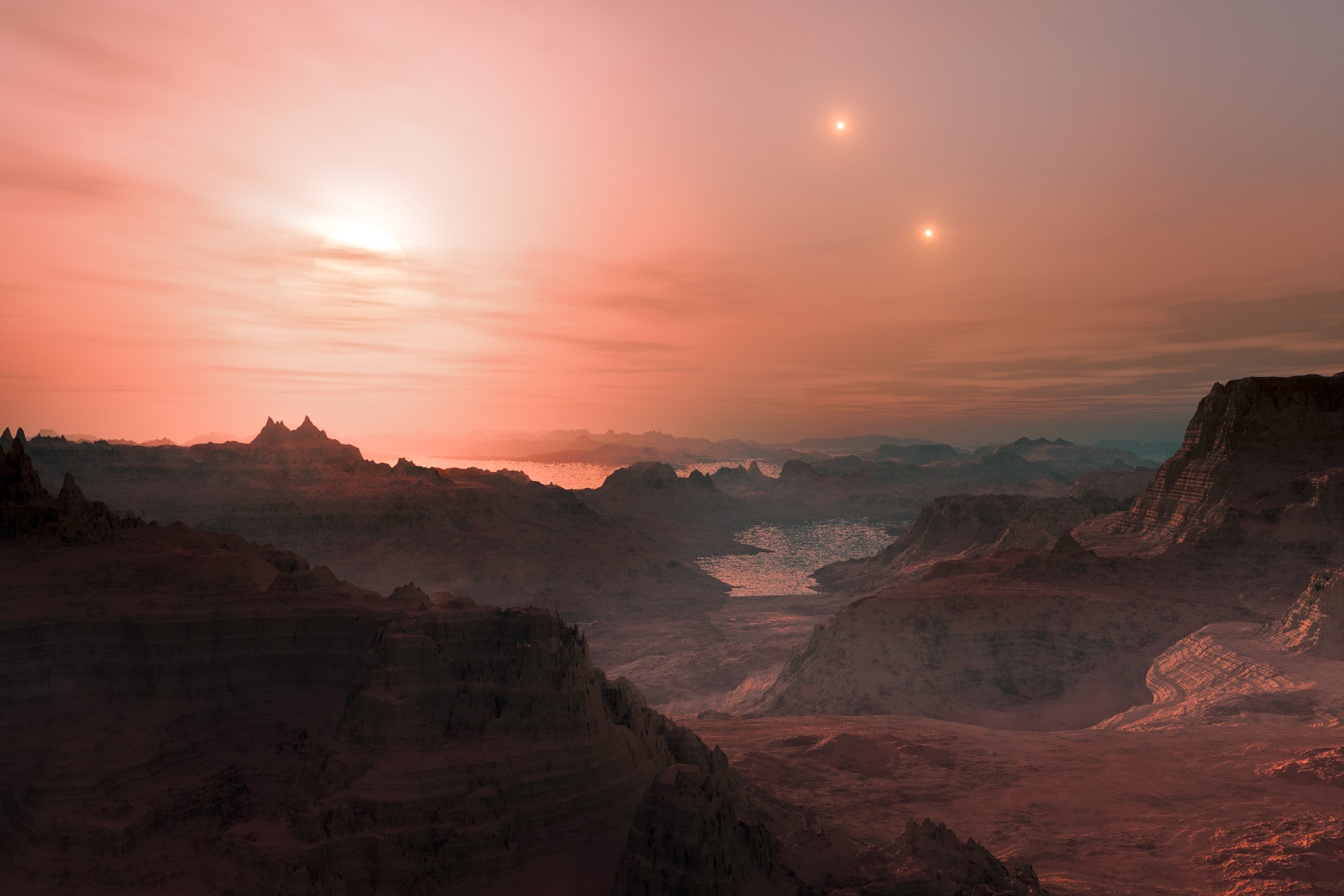
Impressió artística del terminador en Gliese 667 Cc, amb els estels Gliese 667 A, B, i C de fons

Quan es va descobrir era l'exoplaneta confirmat que guardava una major similitud amb la Terra, amb un IST del 84 %. Guillem Anglada-Escudé va assenyalar en un article publicat a l'Astrophysical Journal Letters a principis de 2012, que aquest era l'exoplaneta (confirmat) amb més possibilitats de contenir aigua líquida i formes de vida a causa del lloc en el qual s'hi troba. El gener de 2015 es va confirmar l'existència de dos exoplanetes amb major IST, Kepler-438b (88%) i Kepler-296e (85 %). A més, el telescopi espacial Kepler ha descobert indicis de l'existència d'un planeta amb una similitud pròpia d'un autèntic bessó de la Terra, KOI-4878.01 (98%), que podria ser confirmat en un futur pròxim amb noves observacions (han pogut distingir-se diversos trànsits fins avui).
Si tinguera una atmosfera semblant a la de la Terra, la temperatura mitjana de Gliese 667 Cc seria lleugerament inferior, amb 13 °C (a la Terra són 15 °C). El planeta tindria una gravetat una mica major que la terrestre, equivalent a 1,32 g, i s'especula que la lluminositat del planeta seria un 90% de la qual rep la Terra.

## Variabilitat estel·lar
Gliese 667 Cc orbita al voltant d'una nana vermella tres vegades més petita que el Sol, conegudes per estar subjectes a erupcions estel·lars o flamarades (denominades també estels fulgurants). La menor massa d'aquest tipus estel·lar els confereix una lluminositat molt inferior a la del Sol i sol suposar una major proximitat dels seus cossos planetaris respecte a l'estel amfitrió, trobant-se la seva zona d'habitabilitat molt propera a ella. La proximitat de Gliese 667 Cc amb el seu estel podria provocar que el planeta estigués constantment exposat al bombardeig de rajos X o radiació ultraviolada, que farien més difícil l'existència de vida (vegeu habitabilitat en sistemes de nanes vermelles).

## Ancoratge per marea
Un altre possible problema derivat de la proximitat de l'òrbita a una nana vermella a la seva zona habitable, per a l'existència de vida, és que el planeta probablement es troba ancorat per marea, com la Lluna respecte a la Terra, per la qual cosa no tindria cap rotació i oferiria sempre la mateixa cara al seu estel. D'aquesta manera, un hemisferi del planeta sempre estaria exposat a plena llum i l'altre romandria eternament en la foscor.
Els experts encara debaten sobre l'efecte que l'acoblament de marea pot tenir sobre l'habitabilitat d'un planeta. En cossos poc massius, la totalitat de la seua potencial atmosfera i oceans es congelarien en el costat nocturn, si bé en planetes amb una atmosfera prou gruixuda la calor podria repartir-se eficaçment per tota la seva superfície. Gliese 667 Cc té una massa superior a la Terra i en conseqüència una atracció gravitatòria major, per la qual cosa és possible que compte amb més pressió atmosfèrica. En qualsevol cas, entre l'abrasador costat diürn i el congelat nocturn, hauria d'existir una àmplia zona del crepuscle on les temperatures podrien ser ideals per a la vida.

## Vida intel·ligent
Gliese 667 Cc s'hi troba a tan sols 23,6 anys llum, cosa per la qual qualsevol forma de vida intel·ligent que poguera habitar aquest planeta faria més d'un segle que rebria els nostres senyals de ràdio i fa dècades que podríem haver rebut una resposta. L'edat de Gliese 667 C, estimada en uns 2 000 milions d'anys, no hauria donat lloc a una evolució similar a la terrestre, si haguera seguit un patró semblant.
La nana vermella Gliese 667 C té una vida estimada de 2 000 i 10 000 milions d'anys, cosa per la qual les formes de vida que pogueren existir en Gliese 667 Cc podrien haver tingut considerablement menys temps per evolucionar que les de la Terra.